# 曼哈頓 (內華達州)
曼哈頓（英語：Manhattan）是位於美國內華達州奈縣的非建制市鎮。

## 歷史
曼哈頓的郵局自1905年營運至今。

## 人口
根據2020年美國人口普查的數據，曼哈頓的面積為0.72平方千米，皆為陸地。當地共有人口124人，而人口密度為每平方千米172人。